# 双龙镇 (云阳县)
双龙镇，是中华人民共和国重庆市云阳县下辖的一个乡镇级行政单位。

## 行政区划
双龙镇下辖以下地区：
双河社区、文龙社区、永丰村、玉龙村、沿溪村、长兴村、六合村、三堂村和竹坪村。